# Szturm na Pałac Zimowy (widowisko artystyczne)

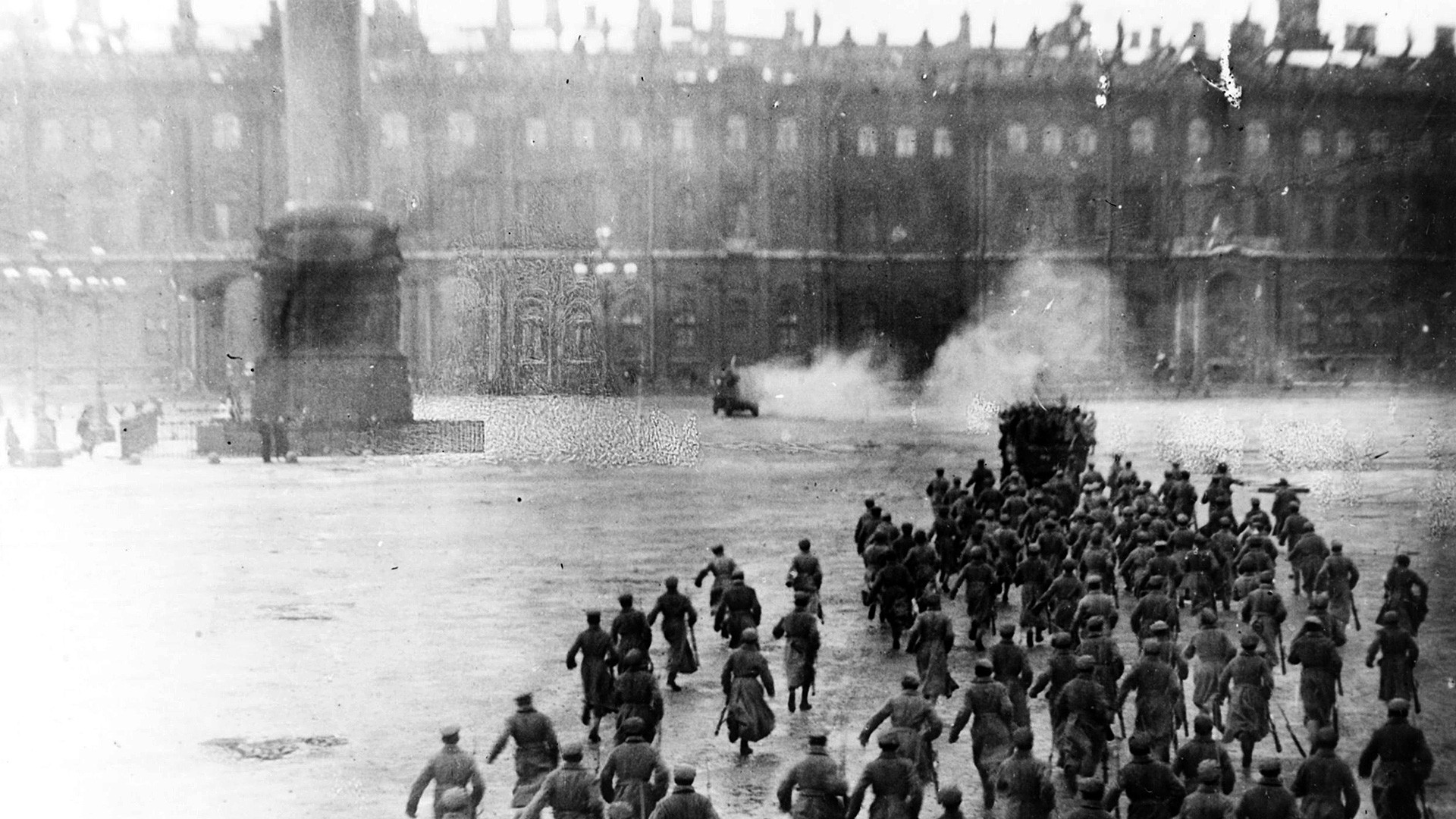
Mocno wyretuszowana scena z widowiska utrwalona na fotografii, prezentowana w wielu publikacjach jako autentyczny obraz wydarzeń zarówno w Rosji, jak i na świecie

Szturm na Pałac Zimowy – masowe plenerowe widowisko będące wizją artystyczną, oparte na wydarzeniach historycznych które miały miejsce w roku 1917 w Piotrogrodzie podczas rewolucji październikowej. Obok filmu Październik: 10 dni, które wstrząsnęły światem w reżyserii Siergieja Eisensteina inscenizacja stała się podstawą radzieckiego mitu i wyparła pamięć o rzeczywistym przebiegu rewolucji. 
Wykonane podczas widowiska zdjęcie, dające fałszywy obraz szturmu na pałac Zimowy, niedługo potem zaczęło być traktowane jak historyczny dokument nie tylko w Rosji, ale i na świecie (również w Polsce). Nie zachowały się żadne fotografie z okresu rewolucji październikowej odnoszące się do ataku na pałac a szturm nie przebiegł w sposób utrwalany potem przez komunistyczną propagandę. W rzeczywistości rosyjski rząd został zaatakowany przez niezbyt liczną grupę członków Czerwonej Gwardii, którzy pojmali niestawiających oporu ministrów.

## Przygotowania
Widowisko odbyło się w trzecią rocznicę rewolucji 7 listopada 1920 roku, wyreżyserowane przez zespół reżyserski pod kierunkiem Nikołaja Jewreinowa, przed byłym carskim pałacem Zimowym, gdzie zbierał się Rząd Tymczasowy w czasie bolszewickiej rewolucji. Obsadę stanowili zawodowi aktorzy, artyści baletu, cyrkowcy, studenci szkoły teatralnej, żołnierze i marynarze. Liczbę wykonawców szacuje się na cztery do dziesięciu tysięcy osób. Według źródeł radzieckich inscenizację miało obejrzeć od czterdziestu do stu tysięcy ludzi. Istniały również relacje, że z powodu złej pogody widzów zgromadziło się znacznie mniej – około dwóch tysięcy. Publiczność siedziała na trybunach umieszczonych w centrum placu Pałacowego przed pałacem Zimowym i na jego obwodzie.

## Realizacja
Sygnałem do rozpoczęcia widowiska była salwa z krążownika „Aurora”. W pierwszej części akcja rozgrywała się na dwóch scenach: białej (Kapitał) i czerwonej (Praca), ustawionych odpowiednio po prawej i lewej stronie łuku gmachu Sztabu Głównego, oraz na mostku, który je łączył. W pierwszym z tych miejsc akcja miała charakter komediowy, w drugim – bohaterski, na mostku rozgrywały się sceny batalistyczne. Aktualne miejsce akcji wyznaczane było rozjaśniającym się światłem reflektorów. Użycie samochodów osobowych którymi uciekali burżuje i ciężarówek którymi bolszewicy jechali do szturmu, to kolejne przykłady inscenizacyjnej dynamiki. Wykorzystano również gmach pałacu Zimowego: po opanowaniu go przez bolszewików, w oknach zapalało się światło i aresztowanie członków Rządu Tymczasowego pokazywano w konwencji teatru cieni. W finale nad pałacem Zimowym zawisł bardzo intensywnie oświetlony czerwony sztandar, a na frontonie rozświetliły się czerwone gwiazdy i zagrano Międzynarodówkę. 